# Подлопень
Подлопень (пол. Podłopień) — село в Польщі, у гміні Тимбарк Лімановського повіту Малопольського воєводства.
Населення — 1519 осіб (2011).
У 1975-1998 роках село належало до Новосондецького воєводства.

## Демографія
Демографічна структура станом на 31 березня 2011 року:
|          | Загалом | Допрацездатний вік | Працездатний вік | Постпрацездатний вік |
| -------- | ------- | ------------------ | ---------------- | -------------------- |
| Чоловіки | 757     | 227                | 475              | 55                   |
| Жінки    | 762     | 210                | 410              | 142                  |
| Разом    | 1519    | 437                | 885              | 197                  |